# Жуалыой
Жуалыой (каз. Жуалыой) — село в Жангалинском районе Западно-Казахстанской области Казахстана. Входит в состав Жанаказанского сельского округа. Код КАТО — 274037400.

## Население
В 1999 году население села составляло 497 человек (252 мужчины и 245 женщин). По данным переписи 2009 года, в селе проживало 626 человек (334 мужчины и 292 женщины).